# Erginulus
Genre
Synonymes
- Euerginus Roewer, 1912
- Acromares Goodnight & Goodnight, 1942
- Bivonones Goodnight & Goodnight, 1942

Erginulus est un genre d'opilions laniatores de la famille des Cosmetidae.

## Distribution
Les espèces de ce genre se rencontrent du Mexique à la Guatemala et Belize, plus d'autres.

## Liste des espèces
Selon World Catalogue of Opiliones (22/07/2021) :
- Erginulus arcuatus (Pickard-Cambridge, 1905)
- Erginulus australis (Roewer, 1916)
- Erginulus bimaculatus Goodnight & Goodnight, 1977
- Erginulus biserratus Roewer, 1947
- Erginulus brevispinosus Goodnight & Goodnight, 1947
- Erginulus castaneus (Banks, 1906)
- Erginulus centralis (Sørensen, 1932)
- Erginulus clavipes (Pickard-Cambridge, 1905)
- Erginulus clavotibialis (Pickard-Cambridge, 1905)
- Erginulus crassescens (Pickard-Cambridge, 1905)
- Erginulus cristatus (Pickard-Cambridge, 1905)
- Erginulus erectispinus (Pickard-Cambridge, 1905)
- Erginulus figuratus (Roewer, 1947)
- Erginulus gervaisii (Sørensen, 1932)
- Erginulus leviarcuatus (Sørensen, 1932)
- Erginulus pectiginerus (Pickard-Cambridge, 1905)
- Erginulus pulcher Goodnight & Goodnight, 1942
- Erginulus quadricristatus (Franganillo-Balboa, 1926)
- Erginulus rectus (Pickard-Cambridge, 1905)
- Erginulus roeweri (Goodnight & Goodnight, 1947)
- Erginulus serratifer (Pickard-Cambridge, 1905)
- Erginulus serratipes (Pickard-Cambridge, 1905)
- Erginulus serratofemoralis Goodnight & Goodnight, 1947
- Erginulus simplicipes (Pickard-Cambridge, 1905)
- Erginulus singularis Goodnight & Goodnight, 1977
- Erginulus sinuosus (Pickard-Cambridge, 1905)
- Erginulus subserialis (Pickard-Cambridge, 1905)
- Erginulus triangularis (Pickard-Cambridge, 1905)
- Erginulus weyerensis Goodnight & Goodnight, 1977

## Publication originale
- Roewer, 1912 : « Die Familie der Cosmetiden der Opiliones-Laniatores. » Archiv für Naturgeschichte, vol. 78, no 10, p. 1–122 (texte intégral).